# Jerzy Wilde
Jerzy Wilde (ur. 19 grudnia 1956 w Więcborku) – polski entomolog, pszczelarz, profesor nauk rolniczych, wykładowca Uniwersytetu Warmińsko-Mazurskiego w Olsztynie.

## Życiorys
Studia ukończył w 1981 roku (ART w Olsztynie) i uzyskał stopień mgr inż. Pracę doktorską obronił w 1988 na Akademii Rolniczo-Technicznej w Olsztynie. Habilitował się w 1994 na SGGW. Tytuł profesora uzyskał w 2000 roku. 

### Badania naukowe
- Badania nad sztucznym unasienianiem matek pszczelich, ich wartością i przydatnością użytkową w gospodarce pasiecznej oraz nad wielkotowarowymi technologiami pasiecznymi w ulach wielokorpusowych oraz opracowywanie i konstruowanie nowoczesnego sprzętu pasiecznego.
- Studia nad pozyskiwaniem pyłku kwiatowego w formie obnóży i wpływem tego zabiegu na rozwój i produkcyjność rodzin pszczelich oraz nad następstwami inwazji varroa destructor w pasiekach na pszczelarstwo w Polsce.
- Studia nad selekcją i hodowlą pszczół odpornych na varroa destructor i badanie opłacalności różnych kierunków produkcji pasiecznej.
- Studia nad biologią pszczół egzotycznych gatunków rodzaju Apis.

### Osiągnięcia naukowe
- Udowodnienie, że rodziny z matkami unasienionymi sztucznie produkowały więcej miodu od rodzin z matkami naturalnie unasiennionymi;
- opracowanie progów opłacalności poszczególnych kierunków produkcji pasiecznej, opracowanie technologii pozyskiwania obnóży pyłkowych (do 10-12 kg pyłku z rodziny);
- wyhodowanie pszczół w kierunku przynoszenia dużych ilości pyłku;
- utworzenie według autorskiego projektu Centrum Pszczelarskiego w Nepalu i prowadzenie badań nad egzotycznymi gatunkami pszczół z rodzaju Apis.

### Dorobek
- ponad 290 publikacji naukowych, w tym: 70 oryginalnych prac twórczych i 90 artykułów naukowych; ponadto 170 artykułów popularnonaukowych w czasopismach fachowych; ponadto 2 książki i 3 rozdziały do podręcznika akademickiego „Pszczelnictwo” oraz rozdziały do 6. książek pszczelarskich.

### Pełnione funkcje
- prodziekan ds nauki Wydziału Zootechnicznego ART w Olsztynie (1996-1999),
- przewodniczący Rady Programowej miesięcznika Pszczelarstwo,
- sekretarz naukowy Pszczelniczego Towarzystwa Naukowego,
- redaktor naczelny biuletynu „Sztuczne unasienianie matek pszczelich”.

## Wyróżnienia
- Medal im. Profesora Tadeusza Vetulaniego (2023)[1][2]